# 宮崎槌

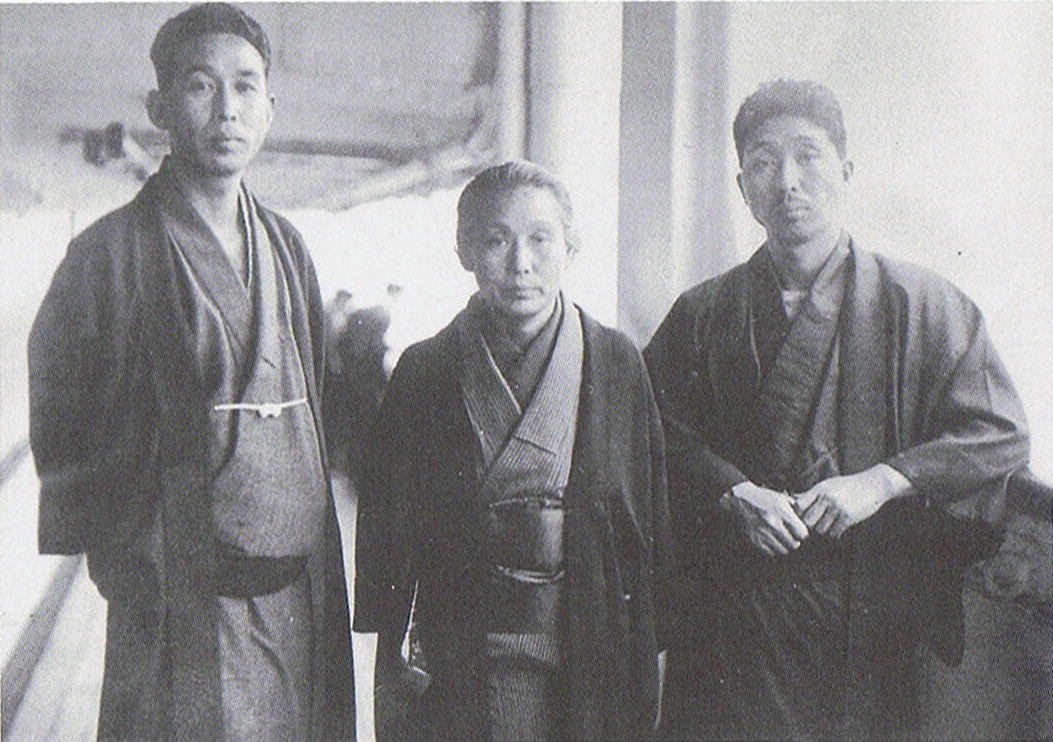
震作・槌子・龍介

宮崎 槌（みやざき つち、1872年1月28日〈明治4年12月19日〉 - 1942年〈昭和17年〉12月23日）は、明治から昭和戦前・戦中期にかけての女性。槌子とも。自由民権運動家の前田案山子の三女。姉の卓は『草枕』の那美のモデルとされる。孫文を支援した宮崎滔天の妻であり、白蓮事件を起こした宮崎龍介の母。

## 略歴
熊本県玉名郡小天村（現・玉名市天水町）生まれ。前田家は地元の名士であり、自由民権運動に奔走した父の影響を受けて育つ。11歳のとき女権拡張運動家の岸田俊子の前で壇上に立ち、「学問ヲ勧ム」という演説をした。12歳の時に中江兆民が熊本を訪れた歓迎会で演壇に立った。熊本の英語学舎、大阪の梅花女学校で学び、さらに神戸のキリスト教の女学校を卒業。
1889年（明治22年）にスウェーデン人のイサク・アブラハムという無政府主義者の老人の通訳として前田家に滞在していた滔天を知り、大恋愛の末、周囲の反対を押し切って滔天と婚約した。大陸浪人として生きる決心をした滔天から婚約破棄をもちかけられるが、槌は承諾せず、1892年（明治25年）に結婚、滔天の故郷・荒尾村（現・熊本県荒尾市）に新居を構える。長男・龍介、次男・震作、長女・節の三子をもうけるが、滔天は「革命のためのお金はできるが妻子を養う金はない、お前はお前でどうにかしておけ」と家庭を顧りみないので、お嬢様育ちであった槌子は貧乏に耐え、実家の援助を受けつつ自ら働いて子供達を育て、先祖伝来の田畑も売り払って資金を作り、滔天の活動を支え続けた。滔天は中国の革命を夢見て支援活動に奔走する一方で、金が入ると女を買い、芸者をあげて遊び、借金を抱える暮らしぶりだったが、槌は、孫文が宮崎家に滞在した折にはできる限りの歓待をするなどして、滔天を支援した。当時、宮崎家は貧困を窮め、風呂の薪やお茶すら事欠き、巡回する巡査がお茶を持ってきたほどだったという。
1903年（明治36年）に浪曲師として地方巡業に出た滔天は愛人との間に子・リツをもうけて東京で暮らしはじめるが、2年後に別れ、家族を東京に呼び寄せる（槌が自ら上京し、愛人と別れさせたとも）。リツは後に宮崎家の二女として入籍され、槌をお母さんと呼んで慕ったと言う。滔天は黄興とともに「民報社」を設立し機関誌を発行、宮崎家には中国人留学生が頻繁に訪れ、槌は姉の卓にも手伝いを頼んで、貧しいなか彼らの世話もした。1907年（明治40年）には、足尾銅山鉱毒事件の田中正造の支援活動を行なう。
1917年（大正6年）には、中国に招かれた夫とともに中国に渡り、一時暮らしたこともあった。1920年（大正9年）、夫とともに大宇宙教に入信。翌1921年（大正10年）に長男の龍介が人妻の柳原白蓮と駆け落ちした白蓮事件で世間を騒がせる。病に倒れていた滔天が1922年（大正11年）に死去。翌年の関東大震災後、白蓮が宮崎家に入り、西池袋の自宅で同居。龍介が結核で病床にあり、昭和初期に完治するまで、白蓮が執筆で生活費を稼ぎ、槌が家事と育児を担当して家計を支えた。
1929年（昭和4年）の孫文の南京での国葬には、亡き夫に代わって、龍介ら子供たちと、犬養毅、頭山満らとともに参列した。
1942年（昭和17年）12月23日、72歳で死去。